# ذخیره و ارسال
ذخیره و ارسال (به انگلیسی Store and forward)یک تکنیک مخابراتی است که در آن اطلاعات ابتدا در یک ایستگاه واسطه ای ذخیره شده و بعداً به مقصد نهایی یا به ایستگاه واسطه دیگر ارسال می‌شود. ایستگاه واسطه یا گره در بستر شبکه، یکپارچگی پیام را قبل از انتقال آن تأیید می‌کند.